# Bab Bou Dželud
Bab Bou Dželud (napisano tudi Bab Boujeloud ali Bab Boujloud) so okrašena mestna vrata v Fes el-Baliju, starem mestu Fes v Maroku. Trenutna vrata je zgradila francoska kolonialna uprava leta 1913, da bi služila kot veliki vhod v staro mesto.

## Zgodovina
Ime Bou Dželud izhaja precej pred obstojem sedanjih vrat. Po enem poročilu je ime popačen izraz Abu al-Džunud ('Oče čet'), ki se nanaša na paradni prostor ali vojaški trg, v tem primeru velik trg, znan kot Place Bou Dželud (zdaj imenovan tudi Place el-Baghdadi), tik zahodno od vrat.(str.107) Prav tako so blizu mesta, kjer je nekoč bila ena glavnih citadel Fes el-Bali, Kazba Bou Dželud, kot tudi blizu Kazbe en-Nuar.
Stara vrata Bab Bou Dželud so bila preprosta, skromna vrata, ki so morda v bistvu iz 12. stoletja. Omogočala so neposreden dostop do začetka Tala'a Kebira, glavne ulice suka, ki prečka medino in vodi do mošeje Karauin in univerze v središču mesta. Prehod vrat je bil postavljen pod kotom, pravokotnim na Tala'a Kebira in vzporedno z mestnim obzidjem, kar pomeni, da se je na Tala'a Kebira vstopilo bočno. Ta vrsta konfiguracije je bila precej pogosta pri starih maroških mestnih vratih, saj je olajšala obrambo in nadzor dostopa. Ta prvotna vrata so še vedno vidna levo od sedanjih monumentalnih vrat (če gledamo z zunanje strani), vendar so danes zaprta.
Po pojavu smodnika in težkega topništva utrdbe starih mest, kot je Fes, niso bile več posebej uporabne kot resna vojaška obramba (čeprav so bile še vedno učinkovite pri preprečevanju podeželskih plemen, ki so bila slabo oborožena), mestna vrata pa so prevzela večinoma dekorativno vlogo. Po ustanovitvi francoskega protektorata nad Marokom leta 1912 so Francozi prevzeli upravo mesta in zdi se, da so želeli večji vhod v staro mesto. Vodja občinskih služb, stotnik Mellier, je decembra 1912 kmalu predstavil načrte za odprtje novega vhoda v mestnem obzidju. Mestna uprava je na izbranem mestu kupila in podrla hlev in tri trgovine; proces, ki je zahteval skrbna pogajanja, saj so bile trgovine namenjene prihodkom dobrodelnega sklada (vakuf). Po tem je leta 1913 potekala gradnja.
Nova vrata so bila zasnovana tako, da posnemajo maroško arhitekturo in so danes ikonična znamenitost zgodovinske medine Fes. Še vedno označuje glavni zahodni vhod v medino in mejo, čez katero avtomobilski promet na splošno ne more priti v zgodovinsko mesto.

## Opis
Struktura so tri obokana vrata, ki uporabljajo mavrske arhitekturne oblike, s koničastimi podkvastimi loki in nazobčanim vrhom. Tako notranja kot zunanja fasada sta prekriti s polikromiranimi ploščicami z arabeskami in maroškimi geometrijskimi motivi, pri čemer je zunanja fasada pretežno modra, notranja fasada pa pretežno zelenkasta. Nenavadno se zdi, da se dejanska vrata zapirajo in zaklepajo od zunaj; morda znak, da je francoska uprava to videla deloma kot sredstvo za nadzor gibanja prebivalcev znotraj medine.
Za vrati majhen trg, obdan s trgovinami in restavracijami, danes omogoča dostop do Tala'a Kebira in Tala'a Seghira, glavnih ulic mesta, ki vodita proti Karauinu in srcu medine.
Silhuete minaretov, vidne skozi glavni lok, ko stojijo zunaj vrat, so silhuete medrese Bou Inania in novejše mošeje Sidi Lazaz.